# Halowe Mistrzostwa Świata w Lekkoatletyce 1997 – bieg na 60 m kobiet
Bieg na 60 m kobiet – jedna z konkurencji rozgrywanych podczas halowych mistrzostw świata w lekkoatletyce w 1997. Eliminacje, półfinały, jak również finał zostały rozegrane 7 marca.
Udział w tej konkurencji brało 38 zawodniczek z 27 państw. Zawody wygrała reprezentantka Stanów Zjednoczonych Gail Devers. Drugą pozycję zajęła zawodniczka z Bahamów Chandra Sturrup, trzecią zaś reprezentująca Francję Frédérique Bangué.

## Wyniki

### Eliminacje
Źródło: 
Bieg 1
| Miejsce | Zawodniczka        | Państwo         | Wynik | Uwagi |
| ------- | ------------------ | --------------- | ----- | ----- |
| 1.      | Ekaterini Tanu     | Grecja          | 7,27  |       |
| 2.      | Marcia Richardson  | Wielka Brytania | 7,29  | PB    |
| 3.      | Saša Prokofjev     | Słowenia        | 7,43  |       |
| 4.      | Elma Muros-Posadas | Filipiny        | 7,73  |       |
| –       | Merlene Frazer     | Jamajka         | DNS   |       |

Bieg 2
| Miejsce | Zawodniczka       | Państwo  | Wynik | Uwagi |
| ------- | ----------------- | -------- | ----- | ----- |
| 1.      | Irina Priwałowa   | Rosja    | 7,27  |       |
| 2.      | Jerneja Perc      | Słowenia | 7,33  |       |
| 3.      | Anżeła Krawczenko | Ukraina  | 7,47  |       |
| 4.      | Tatiana Orcy      | Brazylia | 7,62  |       |
| 5.      | Giada Gallina     | Włochy   | 7,64  |       |

Bieg 3
| Miejsce | Zawodniczka           | Państwo           | Wynik | Uwagi |
| ------- | --------------------- | ----------------- | ----- | ----- |
| 1.      | Chioma Ajunwa         | Nigeria           | 7,27  |       |
| 2.      | Eldece Clarke-Lewis   | Bahamy            | 7,39  |       |
| 3.      | Beverly Kinch         | Wielka Brytania   | 7,42  |       |
| 4.      | Aksel Gürcan Demirtaş | Turcja            | 7,71  |       |
| –       | Michelle Freeman      | Jamajka           | DNS   |       |
| –       | Heather Samuel        | Antigua i Barbuda | DNS   |       |

Bieg 4
| Miejsce | Zawodniczka        | Państwo           | Wynik | Uwagi |
| ------- | ------------------ | ----------------- | ----- | ----- |
| 1.      | Frédérique Bangué  | Francja           | 7,24  |       |
| 2.      | Aleisha Latimer    | Stany Zjednoczone | 7,38  |       |
| 3.      | Kim Gevaert        | Belgia            | 7,47  |       |
| 4.      | Jelena Bobrowskaja | Kirgistan         | 7,66  |       |
| 5.      | Christina Schnohr  | Dania             | 7,70  |       |

Bieg 5
| Miejsce | Zawodniczka                | Państwo    | Wynik | Uwagi |
| ------- | -------------------------- | ---------- | ----- | ----- |
| 1.      | Odiah Sidibé               | Francja    | 7,27  |       |
| 2.      | Hanitriniaina Rakotondrabé | Madagaskar | 7,39  |       |
| 3.      | Karin Mayr-Krifka          | Austria    | 7,44  |       |
| 4.      | Laure Kuetey               | Benin      | 7,71  |       |
| 5.      | Deirdre Caruana            | Malta      | 8,06  |       |

Bieg 6
| Miejsce | Zawodniczka       | Państwo           | Wynik | Uwagi |
| ------- | ----------------- | ----------------- | ----- | ----- |
| 1.      | Gail Devers       | Stany Zjednoczone | 7,21  |       |
| 2.      | Endurance Ojokolo | Nigeria           | 7,29  |       |
| 3.      | Sanna Kyllönen    | Finlandia         | 7,34  |       |
| 4.      | Sandrine Hennart  | Belgia            | 7,51  |       |
| 5.      | Elena Sordelli    | Włochy            | 7,57  |       |
| 6.      | Éva Barati        | Węgry             | 7,64  |       |

Bieg 7
| Miejsce | Zawodniczka            | Państwo                              | Wynik | Uwagi |
| ------- | ---------------------- | ------------------------------------ | ----- | ----- |
| 1.      | Chandra Sturrup        | Bahamy                               | 7,18  | PB    |
| 2.      | Nadieżda Roszczupkina  | Rosja                                | 7,30  |       |
| 3.      | Maria Tsoni            | Grecja                               | 7,32  | PB    |
| 4.      | Sylvie Mballa Éloundou | Kamerun                              | 7,41  |       |
| 5.      | Ameerah Bello          | Wyspy Dziewicze Stanów Zjednoczonych | 7,60  |       |
| 6.      | Agnes Khafaja          | Liban                                | 8,35  |       |

### Półfinały
Źródło: 
Bieg 1
| Miejsce | Zawodniczka            | Państwo           | Wynik | Uwagi |
| ------- | ---------------------- | ----------------- | ----- | ----- |
| 1.      | Irina Priwałowa        | Rosja             | 7,08  |       |
| 2.      | Gail Devers            | Stany Zjednoczone | 7,15  |       |
| 3.      | Ekaterini Tanu         | Grecja            | 7,15  | =     |
| 4.      | Jerneja Perc           | Słowenia          | 7,28  |       |
| 5.      | Eldece Clarke-Lewis    | Bahamy            | 7,49  |       |
| 6.      | Sylvie Mballa Éloundou | Kamerun           | 7,50  |       |

Bieg 2
| Miejsce | Zawodniczka           | Państwo         | Wynik | Uwagi |
| ------- | --------------------- | --------------- | ----- | ----- |
| 1.      | Frédérique Bangué     | Francja         | 7,16  |       |
| 2.      | Endurance Ojokolo     | Nigeria         | 7,24  |       |
| 3.      | Nadieżda Roszczupkina | Rosja           | 7,29  |       |
| 4.      | Marcia Richardson     | Wielka Brytania | 7,30  |       |
| 5.      | Maria Tsoni           | Grecja          | 7,32  |       |
| 6.      | Sanna Kyllönen        | Finlandia       | 7,39  |       |

Bieg 3
| Miejsce | Zawodniczka                | Państwo           | Wynik | Uwagi |
| ------- | -------------------------- | ----------------- | ----- | ----- |
| 1.      | Chandra Sturrup            | Bahamy            | 7,10  | PB    |
| 2.      | Chioma Ajunwa              | Nigeria           | 7,12  |       |
| 3.      | Odiah Sidibé               | Francja           | 7,20  |       |
| 4.      | Hanitriniaina Rakotondrabé | Madagaskar        | 7,28  | PB    |
| 5.      | Aleisha Latimer            | Stany Zjednoczone | 7,32  |       |
| 6.      | Beverly Kinch              | Wielka Brytania   | 7,41  |       |

### Finał
Źródło: 
| Miejsce | Zawodniczka       | Państwo           | Wynik | Uwagi |
| ------- | ----------------- | ----------------- | ----- | ----- |
| 01 !    | Gail Devers       | Stany Zjednoczone | 7,06  |       |
| 02 !    | Chandra Sturrup   | Bahamy            | 7,15  |       |
| 03 !    | Frédérique Bangué | Francja           | 7,17  |       |
| 4.      | Chioma Ajunwa     | Nigeria           | 7,19  |       |
| 5.      | Endurance Ojokolo | Nigeria           | 7,38  |       |
| 6.      | Irina Priwałowa   | Rosja             | 7,88  |       |